# Emmanuelle Bayamack-Tam
Emmanuelle Bayamack-Tam, née Garino le 16 mars 1966 à Marseille, est une écrivaine française. Elle écrit également sous le pseudonyme de Rebecca Lighieri.

## Biographie

### Famille et formation
Emmanuelle Garino, fille de Francis et Christiane Garino, naît et grandit à Marseille. Elle est titulaire de l'agrégation de lettres modernes.

### Carrière littéraire
Elle anime avec l'association Autres et Pareils, dont elle est une membre fondatrice, les éditions Contre-Pieds, dont l'activité a pris fin en 2017.
En 2018, son roman Arcadie, sélectionné pour plusieurs prix, est lauréat du prix du Livre Inter.
En 2022, son livre La Treizième Heure est lauréat du prix Médicis.

#### Auteure de romans noirs
Elle écrit également des romans noirs sous le pseudonyme de Rebecca Lighieri. Elle explique que ce changement d’identité lui permet d’aborder plus librement ce genre littéraire tout en alternant les signatures. Sous ce pseudonyme, elle publie, en 2013, un premier roman, Husbands. En 2020 paraît Il est des hommes qui se perdront toujours, qualifié dans Le Monde de « roman éblouissant et noir ».
En 2024, son roman Le Club des enfants perdus est sélectionné pour le prix Goncourt des lycéens. L'hebdomadaire Famille chrétienne et plusieurs parents d'élèves dénoncent cette sélection, y voyant « un roman explicitement pornographique » et « particulièrement cru » : l'ouvrage est dénoncé comme inapproprié par deux associations d’extrême droite, Juristes pour l'enfance et SOS Éducation.

#### Théâtre et cinéma
En 2020, sa pièce À l'abordage !, mise en scène par Clément Poirée, est jouée au Théâtre de la Tempête.
En 2022, elle co-écrit le scénario du film d'Émilie Aussel L'Été, l’éternité, sélectionné au festival de Locarno.

### Vie privée
Elle a adopté pour nom de plume « Bayamack-Tam », patronyme de son premier mari, avec qui elle a eu deux filles.
Son compagnon, Djamel Arrouche, est l'un des leaders de La France insoumise à Villejuif, notamment candidat à l'élection législative de 2017 dans le Val-de-Marne et suppléant en 2022 de la députée Sophie Taillé-Polian.

## Œuvres

### Romans
- 6P. 4A. 2A., nouvelles, Martigues, France, éditions Contre-pied, 1994, 26 p.
- Rai-de-cœur, Paris, P.O.L, 1996, 106 p.  (ISBN 2-86744-505-1)[1]
- Tout ce qui brille, P.O.L, 1997, 118 p.  (ISBN 2-86744-575-2)
- Pauvres morts, P.O.L, 2000, 185 p.  (ISBN 2-86744-746-1)[17]
- Hymen, P.O.L, 2002, 285 p.  (ISBN 2-86744-927-8)
- Le Triomphe, P.O.L, 2005, 158 p.  (ISBN 2-84682-116-X)
- Une fille du feu, P.O.L, 2008, 184 p.  (ISBN 978-2-84682-272-5)[18]
- La Princesse de, P.O.L, 2010, 267 p.  (ISBN 978-2-8180-0005-2)[19]
- Si tout n’a pas péri avec mon innocence, P.O.L, 2013, 448 p.  (ISBN 978-2-8180-1746-3) Prix Alexandre-Vialatte, 2013.
- Je viens, P.O.L, 2015, 464 p.  (ISBN 978-2818035412)
- Arcadie, P.O.L, 2018, 448 p.  (ISBN 978-28180-4600-5) Prix du Livre Inter 2019[20],[4].
- La Treizième Heure, P.O.L., 2022, 512 p.  (ISBN 9782818055861)

### Sous le pseudonyme de Rebecca Lighieri
- Husbands, roman, P.O.L, 2013, 448 p.  (ISBN 978-2-8180-1661-9)
- Les Garçons de l’été, roman, P.O.L, 2017, 448 p.  (ISBN 978-2-8180-4178-9)
- Eden, roman, Medium+ de l'école des loisirs, 202 p.  (ISBN 978-2-2113-0478-8)
- Que dire ! (en collaboration avec Jean-Marc Pontier), Les Enfants Rouges, 2019  (ISBN 978-2-35419-103-0)
- Il est des Hommes qui se perdront toujours, roman, P.O.L, 2020, 373 p.  (ISBN 978-2-8180-4868-9)
- Wendigo, roman, Medium + de l'école des loisirs, 2023, 231 p.  (ISBN 9782211332354)
- Le Club des enfants perdus, P.O.L, 2024, 515 p.  (ISBN 978-2818061435)

### Théâtre
- Mon père m’a donné un mari, P.O.L, 2013, 176 p.  (ISBN 978-2-8180-1749-4)
- À l’abordage !, 2020
- Autopsie mondiale, P.O.L, 2023

### Prix
- Prix Ouest-France 2013 pour Si tout n’a pas péri avec mon innocence
- Prix Alexandre-Vialatte 2013 pour Si tout n’a pas péri avec mon innocence
- Prix du Livre Inter 2019 pour Arcadie
- Prix littéraire des lycéens des Pays de la Loire 2022 pour Il est des Hommes qui se perdront toujours
- Prix Médicis 2022 pour La Treizième Heure